# Cát Lâm (thành phố)
Cát Lâm (tiếng Hoa: 吉林市, bính âm: Jílín shì, Hán-Việt: Cát Lâm thị) là một địa cấp thị tại tỉnh Cát Lâm, Trung Quốc. Cát Lâm có dân số 1.985.000 người (vùng đô thị là 4.514.000 người) và diện tích vùng đô thị là 27.120 km².
Thành phố Cát Lâm cũng được gọi là Giang Thành, xuất phát từ một câu thơ của Khang Hi: Liên tường tiếp hạm đôn Giang Thành (连樯接舰屯江城) trong một bài thơ ông viết lúc viếng thăm Cát Lâm năm 1674.

## Các đơn vị hành chính
Thành phố Cát Lâm có 9 đơn vị hành chính cấp huyện, bao gồm 4 quận, 4 thành phố cấp huyện và 1 huyện.
- Quận: Thuyền Doanh (船营区), Xương Ấp (昌邑区), Long Đàm (龙潭区), Phong Mãn (丰满区)
- Thành phố cấp huyện: Thư Lan (舒兰市), Hoa Điện (桦甸市), Giao Hà (蛟河市), Bàn Thạch (磐石市)
- Huyện: Vĩnh Cát (永吉县)